# María Herrera
María Herrera Muñoz (Toledo, 26 agosto 1996) è una pilota motociclistica spagnola.

## Carriera

### Gli inizi
Inizia a correre nel 2002 con le minimoto, dal 2004 prende parte ai vari campionati minori spagnoli, fino ad arrivare al campionato velocità del Mediterraneo (CMV), vincendolo nel 2011 a 15 anni. Nel 2012 debutta nel campionato velocità spagnolo, che conclude al 30º posto; nella stessa stagione chiude al quarto posto nel Campionato Europeo Velocità svoltosi in gara unica ad Albacete.
Nel 2013, sempre nel CEV, in sella a una KTM RC 250 GP, conclude al 4º posto, lo stesso anno ottiene una wild card nel motomondiale per il Gran Premio d'Aragona, concludendo in 29ª posizione. Nel 2014 partecipa nuovamente al CEV, stavolta in sella alla Honda NSF250R dello Junior Team Estrella Galicia 0,0. ottenendo tre wild card nel motomondiale, concludendo in 17ª posizione a Jerez, ritirandosi in Catalunya e finendo in 27ª posizione a Valencia.

### Moto3

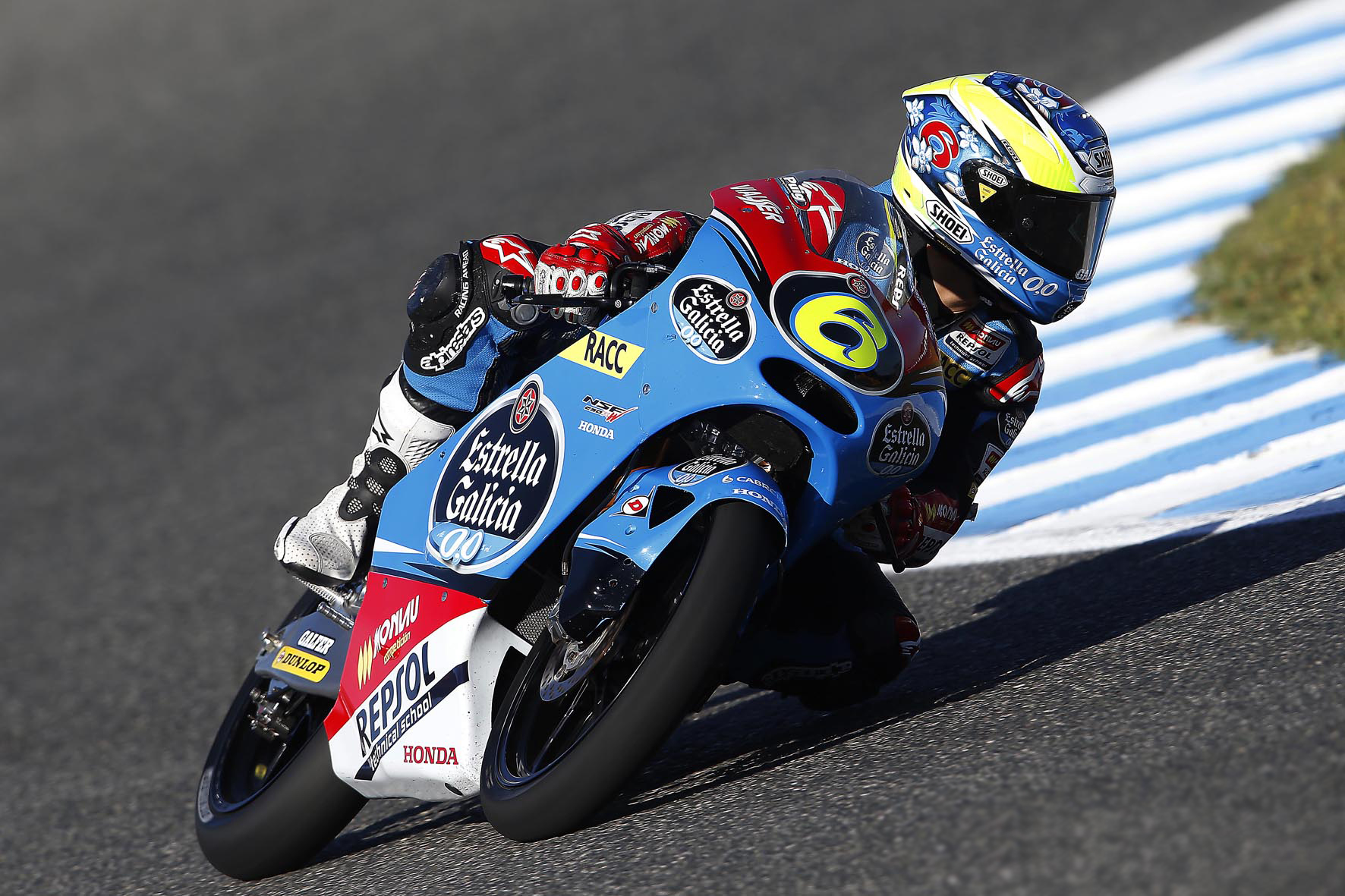
Herrera a Jerez nel 2014.

Nel 2015 viene ingaggiata dal team Husqvarna Factory Laglisse che le affida una Husqvarna FR 250 GP, il compagno di squadra è Isaac Viñales. Nel Gran Premio di Catalogna si piazza al 15º posto ed ottiene il primo punto iridato della sua carriera nel motomondiale. Riesce ad arrivare a punti anche ad Aragon dove arriva 13ª e in Australia dove giunge 11ª. Chiude la stagione al ventinovesimo posto con 9 punti.
Nel 2016 inizia la stagione nello stesso team, nel frattempo rinominato MH6 Laglisse, questa volta alla guida di una KTM RC 250 GP, anche se dopo i primi quattro GP stagionali il contratto con la squadra viene rescisso. Herrera continua ugualmente a correre nello stesso campionato, con una squadra finanziata dalla sua famiglia, nominata MH6 Team (riprendendo le iniziali ed il numero di gara della pilota). Ottiene i primi punti nella seconda gara dell'anno con un 14º posto in Argentina. In questa stagione è costretta a saltare il Gran Premio di Germania a causa di una frattura al polso sinistro rimediata durante le qualifiche e il Gran Premio della Comunità Valenciana a causa di una frattura a una clavicola rimediata nel precedente GP della Malesia. Chiude la stagione al trentunesimo posto in classifica con sette punti all'attivo, con tre quattordicesimi posti (Argentina, Olanda e Austria). Nel 2017 si trasferisce nel AGR Team dove guida ancora la KTM RC 250 GP. Il team chiude la stagione dopo il Gran Premio d'Aragona. Herrera corre però in Australia e Malesia in sostituzione dell'infortunato Albert Arenas sulla Mahindra MGP3O. Ha totalizzato un punto che le consente di chiudere al trentacinquesimo posto in classifica piloti.

### Supersport 300
Nel 2018 ha partecipato al campionato mondiale Supersport 300 con una Yamaha YZF-R3 del team BCD Yamaha MS Racing, con compagno di squadra Daniel Valle. Termina la stagione in 13ª posizione finale con 45 punti, ottenendo un giro veloce a Imola e un 4º posto come miglior piazzamento di gara, a Magny-Cours. 

### Dal 2019: MotoE e Supersport
Nel 2019 si trasferisce nel campionato mondiale Supersport alla guida di una Yamaha YZF-R6 del team MS Racing. In occasione del Gran Premio di Gran Bretagna viene sostituita dal connazionale Alex Toledo. In occasione del Gran Premio di Portogallo, sostituisce Thomas Gradinger presso il team Kallio Racing. I punti ottenuti le consentono di chiudere al ventinovesimo posto in classifica. Partecipa inoltre all'edizione inaugurale della coppa del mondo di MotoE con il Openbank Ángel Nieto Team. Ottiene come miglior risultato un quinto posto nella seconda gara di Misano e chiude la stagione al 14º posto con ventisette punti iridati.

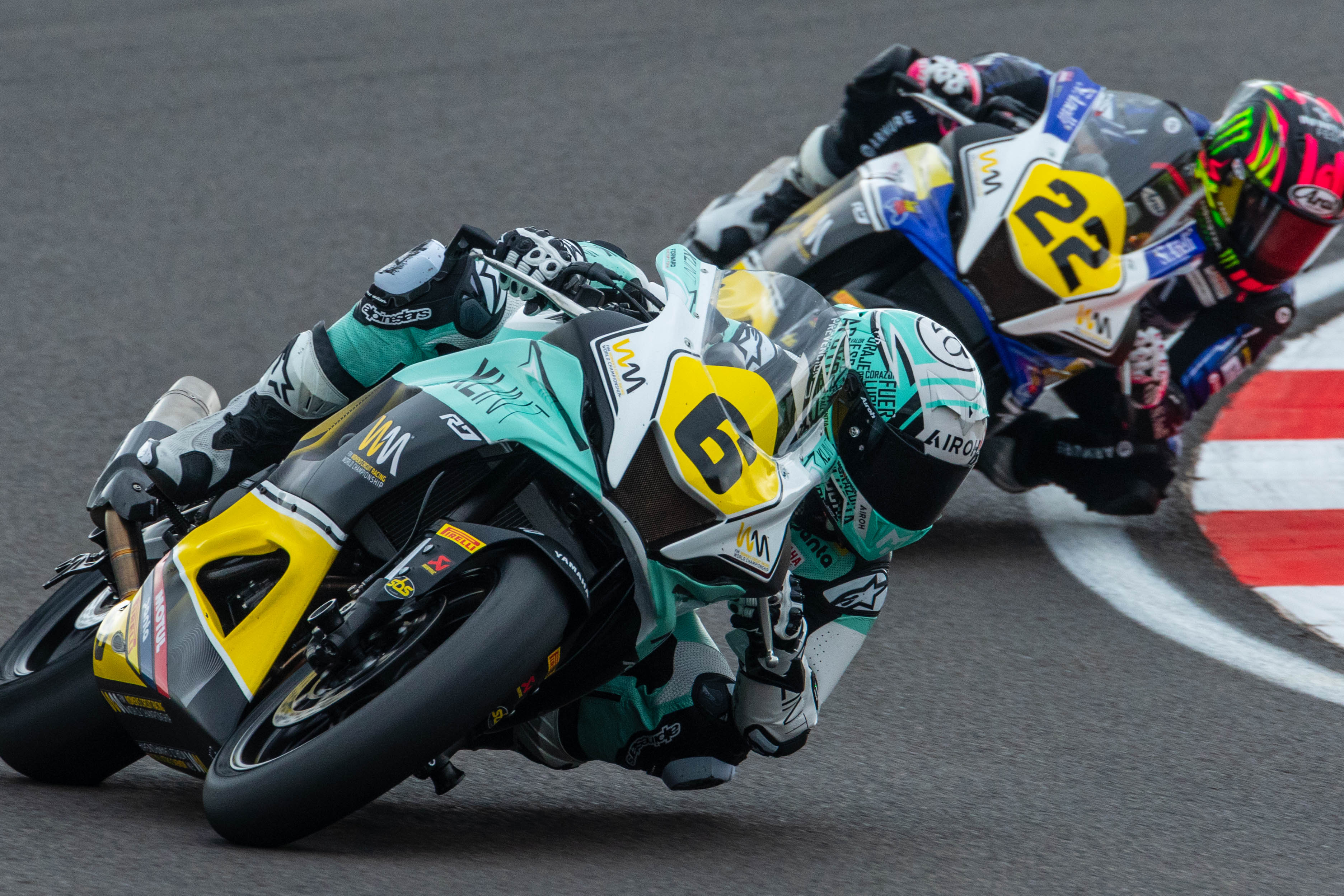
María Herrera (6) e Ana Carrasco (22) mentre si contendono la vittoria al Gran Premio di Donington nell'edizione inaugurale del Campionato mondiale WCR.

Nel 2020 rimane nello stesso team, tornato al vecchio nome Aspar, con compagno di squadra Alejandro Medina. Chiude la stagione al 17º posto con 33 punti. Sempre nel 2020 disputa alcuni Gran Premi nel mondiale Supersport classificandosi al ventisettesimo posto tra i piloti e al quarto posto nella graduatoria del World Supersport Challenge.
Nel 2021 corre sia nel motomondiale in MotoE, nello stesso team dell'anno precedente e con compagno di squadra Fermín Aldeguer, sia nel mondiale Supersport con la Yamaha YZF R6 del team Biblion Iberica Yamaha Motoxracing. In MotoE chiude la stagione al quindicesimo posto con 27 punti. Nella Supersport ottiene sette punti che le consentono di chiudere al trentaquattresimo posto tra i piloti ed al quarto posto nella World Supersport Challenge. Nel 2022 è titolare in MotoE con il Team Aspar, il compagno di squadra è Marc Alcoba. Totalizza ventun punti e chiude al diciassettesimo posto in classifica. Nella stessa stagione disputa, in qualità di wild card, il Gran Premio di Aragona nella Moto3 classificandosi ventisettesima. Nel 2023 è nuovamente titolare col team Aspar in MotoE, il compagno di squadra è Jordi Torres. Porta a termine tutte le gare previste classificandosi al diciottesimo posto. Nel 2024 è ingaggiata dal team Forward Racing per disputare la sua sesta stagione consecutiva con le motociclette elettriche; il compagno di squadra è Andrea Mantovani. Come nella stagione precedente porta a termine tutte le gare in calendario totalizzando 43 punti che le consentono di classificarsi sedicesima.

#### Campionato WCR
Nella stessa stagione e con la stessa squadra delle motociclette elettriche, prende parte alla prima edizione del Campionato mondiale WCR. Fin da subito competitiva ai massimi livelli su tutte le piste, ottiene sei vittorie su dodici gare disputate. Ciononostante, causa due gare concluse senza punti, deve accontentarsi del secondo posto in classifica, sopravanzata dalla più costante connazionale Ana Carrasco.

## Risultati in gara

### Motomondiale

#### Moto3
| 2013 | Classe | Moto |  |  |  |  |  |  |  |  |    |  |  |  |  |    |  |  |  |  |  |  | Punti | Pos. |
| ---- | ------ | ---- |  |  |  |  |  |  |  |  | -- |  |  |  |  | -- |  |  |  |  |  |  | ----- | ---- |
| 2013 | Moto3  | KTM  |  |  |  |  |  |  |  |  | NE |  |  |  |  | 29 |  |  |  |  |  |  | 0     |      |

| 2014 | Classe | Moto  |  |  |  |    |  |  |     |  |  |  |  |  |  |  |  |  |  |    |  |  | Punti | Pos. |
| ---- | ------ | ----- |  |  |  | -- |  |  | --- |  |  |  |  |  |  |  |  |  |  | -- |  |  | ----- | ---- |
| 2014 | Moto3  | Honda |  |  |  | 17 |  |  | Rit |  |  |  |  |  |  |  |  |  |  | 27 |  |  | 0     |      |

| 2015 | Classe | Moto      |    |    |     |     |    |    |    |     |     |    |    |     |    |    |    |    |    |    |  |  | Punti | Pos. |
| ---- | ------ | --------- | -- | -- | --- | --- | -- | -- | -- | --- | --- | -- | -- | --- | -- | -- | -- | -- | -- | -- |  |  | ----- | ---- |
| 2015 | Moto3  | Husqvarna | 22 | 17 | Rit | Rit | 19 | 21 | 15 | Rit | Rit | 24 | 23 | Rit | 24 | 13 | 26 | 11 | 18 | 21 |  |  | 9     | 29º  |

| 2016 | Classe | Moto |    |    |    |    |    |    |     |    |    |    |    |    |     |    |    |    |     |     |  |  | Punti | Pos. |
| ---- | ------ | ---- | -- | -- | -- | -- | -- | -- | --- | -- | -- | -- | -- | -- | --- | -- | -- | -- | --- | --- |  |  | ----- | ---- |
| 2016 | Moto3  | KTM  | 16 | 14 | 23 | 19 | 21 | 21 | Rit | 14 | NP | 14 | 19 | 26 | Rit | 28 | 23 | 15 | Rit | Inf |  |  | 7     | 31º  |

| 2017 | Classe | Moto           |    |    |    |    |    |    |    |    |    |     |    |    |    |    |  |    |    |    |  |  | Punti | Pos. |
| ---- | ------ | -------------- | -- | -- | -- | -- | -- | -- | -- | -- | -- | --- | -- | -- | -- | -- |  | -- | -- | -- |  |  | ----- | ---- |
| 2017 | Moto3  | KTM e Mahindra | 21 | 15 | 22 | 24 | 20 | 26 | 26 | 20 | 26 | Rit | 22 | 27 | NP | NP |  | 19 | 24 | 26 |  |  | 1     | 35º  |

| 2022 | Classe | Moto |  |  |  |  |  |  |  |  |  |  |  |  |  |  |    |  |  |  |  |  | Punti | Pos. |
| ---- | ------ | ---- |  |  |  |  |  |  |  |  |  |  |  |  |  |  | -- |  |  |  |  |  | ----- | ---- |
| 2022 | Moto3  | KTM  |  |  |  |  |  |  |  |  |  |  |  |  |  |  | 27 |  |  |  |  |  | 0     |      |

| Legenda | 1º posto        | 2º posto            | 3º posto            | A punti      | Senza punti        | Grassetto – Pole position Corsivo – Giro più veloce |
| Legenda | Gara non valida | Non qual./Non part. | Ritirato/Non class. | Squalificato | '-' Dato non disp. | Grassetto – Pole position Corsivo – Giro più veloce |

#### MotoE
| 2019 | Classe | Moto     |    |    |   |   |    |    |  |  |  |  | Punti | Pos. |
| ---- | ------ | -------- | -- | -- | - | - | -- | -- |  |  |  |  | ----- | ---- |
| 2019 | MotoE  | Energica | 16 | 16 | 6 | 5 | 14 | 12 |  |  |  |  | 27    | 14º  |

| 2020 | Classe | Moto     |    |    |    |    |    |   |   |  |  |  | Punti | Pos. |
| ---- | ------ | -------- | -- | -- | -- | -- | -- | - | - |  |  |  | ----- | ---- |
| 2020 | MotoE  | Energica | 15 | 11 | 15 | 11 | 11 | 7 | 9 |  |  |  | 33    | 17º  |

| 2021 | Classe | Moto     |   |    |    |    |    |    |    |  |  | Punti | Pos. |
| ---- | ------ | -------- | - | -- | -- | -- | -- | -- | -- |  |  | ----- | ---- |
| 2021 | MotoE  | Energica | 9 | 10 | 11 | 15 | 17 | 13 | 11 |  |  | 27    | 15º  |

| 2022 | Classe | Moto     |    |    |    |    |    |    |    |   |    |    |    |     |  |  | Punti | Pos. |
| ---- | ------ | -------- | -- | -- | -- | -- | -- | -- | -- | - | -- | -- | -- | --- |  |  | ----- | ---- |
| 2022 | MotoE  | Energica | 15 | 14 | 14 | 15 | 16 | 15 | 15 | 8 | 11 | 14 | 14 | Rit |  |  | 21    | 17º  |

| 2023 | Classe | Moto   |    |    |    |    |    |    |    |    |    |    |    |    |    |    |    |    | Punti | Pos. |
| ---- | ------ | ------ | -- | -- | -- | -- | -- | -- | -- | -- | -- | -- | -- | -- | -- | -- | -- | -- | ----- | ---- |
| 2023 | MotoE  | Ducati | 12 | 15 | 17 | 14 | 15 | 18 | 18 | 15 | 14 | 13 | 15 | 17 | 16 | 16 | 13 | 16 | 18    | 18º  |

| 2024 | Classe | Moto   |    |    |    |    |    |    |    |    |    |    |    |    |    |    |    |    | Punti | Pos. |
| ---- | ------ | ------ | -- | -- | -- | -- | -- | -- | -- | -- | -- | -- | -- | -- | -- | -- | -- | -- | ----- | ---- |
| 2024 | MotoE  | Ducati | 11 | 17 | 14 | 14 | 13 | 13 | 15 | 17 | 11 | 13 | 12 | 17 | 10 | 12 | 14 | 13 | 43    | 16º  |

| 2025 | Classe | Moto   |   |   |    |    |    |    |  |  |  |  |  |  |  |  |  | Punti | Pos. |
| ---- | ------ | ------ | - | - | -- | -- | -- | -- |  |  |  |  |  |  |  |  |  | ----- | ---- |
| 2025 | MotoE  | Ducati | 8 | 4 | 15 | 15 | 16 | 14 |  |  |  |  |  |  |  |  |  | 25    |      |

| Legenda | 1º posto        | 2º posto            | 3º posto            | A punti      | Senza punti        | Grassetto – Pole position Corsivo – Giro più veloce |
| Legenda | Gara non valida | Non qual./Non part. | Ritirato/Non class. | Squalificato | '-' Dato non disp. | Grassetto – Pole position Corsivo – Giro più veloce |

### Campionato mondiale Supersport 300
| 2018 | Moto   |    |    |   |    |   |   |     |   |  | Punti | Pos. |
| ---- | ------ | -- | -- | - | -- | - | - | --- | - |  | ----- | ---- |
| 2018 | Yamaha | 17 | 10 | 7 | 18 | 9 | 6 | Rit | 4 |  | 45    | 13º  |

| Legenda | 1º posto        | 2º posto            | 3º posto           | A punti      | Senza punti        | Grassetto – Pole position Corsivo – Giro più veloce |
| Legenda | Gara non valida | Non qual./Non part. | Ritirato/Non class | Squalificato | '-' Dato non disp. | Grassetto – Pole position Corsivo – Giro più veloce |

### Campionato mondiale Supersport
| 2019 | Moto   |    |    |    |    |    |    |    |  |     |  |  |  |  |  |  |  |  |  |  |  |  |  |  |  | Punti | Pos. |
| ---- | ------ | -- | -- | -- | -- | -- | -- | -- |  | --- |  |  |  |  |  |  |  |  |  |  |  |  |  |  |  | ----- | ---- |
| 2019 | Yamaha | 16 | 15 | 15 | 19 | 15 | 14 | SQ |  | Rit |  |  |  |  |  |  |  |  |  |  |  |  |  |  |  | 5     | 29º  |

| 2020 | Moto           |  |  |  |    |    |    |    |    |    |  |  |  |  |  |  |  |  |  |  |  |  |  |  |  | Punti | Pos. |
| ---- | -------------- |  |  |  | -- | -- | -- | -- | -- | -- |  |  |  |  |  |  |  |  |  |  |  |  |  |  |  | ----- | ---- |
| 2020 | Honda e Yamaha |  |  |  | 19 | 18 | 14 | 20 | 17 | 17 |  |  |  |  |  |  |  |  |  |  |  |  |  |  |  | 2     | 27º  |

| 2021 | Moto   |    |    |    |    |     |     |     |    |  |  |    |    |    |    |        |        |    |    |    |    |  |  |  |  | Punti | Pos. |
| ---- | ------ | -- | -- | -- | -- | --- | --- | --- | -- |  |  | -- | -- | -- | -- | ------ | ------ | -- | -- | -- | -- |  |  |  |  | ----- | ---- |
| 2021 | Yamaha | 12 | 13 | 19 | 20 | Rit | Rit | Rit | 20 |  |  | 19 | 22 | 21 | 19 | [ 14 ] | [ 14 ] | AN | 18 | 18 | 23 |  |  |  |  | 7     | 34º  |

| Legenda | 1º posto        | 2º posto            | 3º posto           | A punti      | Senza punti        | Grassetto – Pole position Corsivo – Giro più veloce |
| Legenda | Gara non valida | Non qual./Non part. | Ritirato/Non class | Squalificato | '-' Dato non disp. | Grassetto – Pole position Corsivo – Giro più veloce |

### Campionato mondiale WCR
| 2024 | Moto   |   |   |   |   |   |   |   |     |   |   |   |    | Punti | Pos. |
| ---- | ------ | - | - | - | - | - | - | - | --- | - | - | - | -- | ----- | ---- |
| 2024 | Yamaha | 1 | 1 | 4 | 1 | 1 | 3 | 1 | Rit | 2 | 3 | 1 | NC | 215   | 2º   |

| 2025 | Moto   |   |   |   |   |   |   |   |   |  |  |  |  | Punti | Pos. |
| ---- | ------ | - | - | - | - | - | - | - | - |  |  |  |  | ----- | ---- |
| 2025 | Yamaha | 1 | 2 | 2 | 1 | 1 | 3 | 1 | 3 |  |  |  |  | 172   |      |

| Legenda | 1º posto        | 2º posto            | 3º posto           | A punti      | Senza punti        | Grassetto – Pole position Corsivo – Giro più veloce |
| Legenda | Gara non valida | Non qual./Non part. | Ritirato/Non class | Squalificato | '-' Dato non disp. | Grassetto – Pole position Corsivo – Giro più veloce |